# Nati nel 2003/Aprile
| Questa pagina contiene informazioni ricavate automaticamente dalle voci biografiche con l'ausilio del template Bio e di un bot. L'aggiornamento è periodico e automatico e ricostruisce completamente la pagina. Se manca una persona in questa lista, sei pregato di non aggiungerla, ma accertati piuttosto che la sua voce biografica contenga il template Bio e che i dati anagrafici siano correttamente compilati. Se il template Bio manca, inseriscilo tu stesso o, in alternativa, metti l'avviso {{tmp\|Bio}} che ne segnala la mancanza. Se i dati riportati sono sbagliati, correggi direttamente la voce biografica; le modifiche saranno visibili in questa lista entro pochi giorni. Per chiarimenti vedi il progetto biografie. La lista contiene solo le 164 persone che sono citate nell'enciclopedia e per le quali è stato implementato correttamente il template Bio. Pagina aggiornata al 18 ago 2025. |

- 1º aprile - Quinn Ellis, cestista britannico
- 1º aprile - Gilberto Flores, calciatore paraguaiano
- 1º aprile - Maksymilian Pingot, calciatore polacco
- 1º aprile - Artëm Sokolov, calciatore russo
- 1º aprile - Jaylen Wright, giocatore di football americano statunitense
- 1º aprile - Federico Zuccon, calciatore italiano
- 2 aprile - Emin Bayram, calciatore turco
- 2 aprile - Florent Da Silva, calciatore francese
- 2 aprile - Ingrid Guerra, calciatrice colombiana
- 2 aprile - Cheick Keita, calciatore francese
- 2 aprile - Stav Lemkin, calciatore israeliano
- 2 aprile - Andrés Romero, calciatore venezuelano
- 2 aprile - Lucca, calciatore brasiliano
- 2 aprile - Telasco Segovia, calciatore venezuelano
- 2 aprile - Alexandr Sojka, calciatore ceco
- 3 aprile - Ágoston Bényei, calciatore ungherese
- 3 aprile - Vasco Sousa, calciatore portoghese
- 3 aprile - Yassine Dridi, calciatore tunisino
- 3 aprile - Jonah Elliss, giocatore di football americano statunitense
- 3 aprile - Elsie Fisher, attrice e doppiatrice statunitense
- 3 aprile - Ezequiel Forclaz, calciatore argentino
- 3 aprile - Matías Gómez, calciatore argentino
- 3 aprile - Quincy Hoeve, calciatore olandese
- 3 aprile - Eddy Le Huitouze, ciclista su strada e pistard francese
- 3 aprile - Pablo Torre, calciatore spagnolo
- 4 aprile - Franco Carboni, calciatore argentino
- 4 aprile - Joan Cruz, calciatore cileno
- 4 aprile - Harvey Elliott, calciatore inglese
- 4 aprile - Timotej Jambor, calciatore slovacco
- 4 aprile - Esther Elo Joseph, velocista e ostacolista nigeriana
- 4 aprile - Danil Kuraksin, calciatore estone
- 4 aprile - James Ndjeungoue, calciatore camerunese
- 4 aprile - Thiago Santamaría, calciatore argentino
- 5 aprile - Elijah Arroyo, giocatore di football americano statunitense
- 5 aprile - Matteo Hallissey, politico italiano
- 5 aprile - Vitalij Mandzyn, biatleta ucraino
- 5 aprile - Tetairoa McMillan, giocatore di football americano statunitense
- 5 aprile - Stênio, calciatore brasiliano
- 6 aprile - Salim Abubakar, calciatore ghanese
- 6 aprile - Daniel Borges da Silva, calciatore brasiliano
- 6 aprile - Martin Kiprotich, mezzofondista ugandese
- 7 aprile - Daniel Karlsbakk, calciatore norvegese
- 7 aprile - Marquinhos, calciatore brasiliano
- 7 aprile - Maxime Raynaud, cestista francese
- 7 aprile - Kyra Smith, attrice olandese
- 8 aprile - Hassane Imourane, calciatore beninese
- 8 aprile - Kaila Kuhn, sciatrice freestyle statunitense
- 9 aprile - Mário Junior, calciatore guineense
- 9 aprile - Awonder Liang, scacchista statunitense
- 9 aprile - Jorge Pascual, calciatore spagnolo
- 10 aprile - Matchoi Djaló, calciatore portoghese
- 10 aprile - Bryan González, calciatore messicano
- 10 aprile - Hákon Arnar Haraldsson, calciatore islandese
- 10 aprile - Beatrice Masilingi, velocista namibiana
- 10 aprile - Edward Mildred, nuotatore britannico
- 11 aprile - Kauã Santos, calciatore brasiliano
- 12 aprile - Peter DaCunha, attore canadese
- 12 aprile - Simon Ngapandouetnbu, calciatore camerunese
- 12 aprile - Omar Salim, taekwondoka statunitense
- 12 aprile - Jabes Saralegui, calciatore argentino
- 13 aprile - Brian Aguilar, calciatore argentino
- 13 aprile - Jakob Greber, sciatore alpino austriaco
- 13 aprile - Lucas Hey, calciatore danese
- 13 aprile - Vukašin Krstić, calciatore serbo
- 13 aprile - Finn Stam, calciatore olandese
- 14 aprile - Marco Heinis, combinatista nordico francese
- 14 aprile - Colby Quiñones, calciatore statunitense
- 14 aprile - Jérémy Sebas, calciatore francese
- 15 aprile - Sam Ashe Arnold, attore canadese
- 15 aprile - Leandro Bianchi, giocatore di football americano svizzero
- 15 aprile - Facundo De La Vega, calciatore argentino
- 15 aprile - Gonzalo González, calciatore argentino
- 15 aprile - Ivan Komarov, calciatore russo
- 15 aprile - Ivo Mammini, calciatore argentino
- 15 aprile - Ralph Orquin, calciatore messicano
- 15 aprile - Camden Palmquist, sciatore alpino statunitense
- 15 aprile - Vitalij Roman, calciatore ucraino
- 15 aprile - Matías Soulé, calciatore argentino
- 16 aprile - Ayush Dev Chhetri, calciatore indiano
- 16 aprile - Elias Havel, calciatore austriaco
- 16 aprile - José María Herrera, calciatore argentino
- 16 aprile - Ethan Ingram, calciatore inglese
- 16 aprile - Kaique Pereira Azarias, calciatore brasiliano
- 16 aprile - Jeremías Pérez Tica, calciatore argentino
- 16 aprile - Simón Rivero, calciatore argentino
- 17 aprile - Sugár Katinka Battai, schermitrice ungherese
- 17 aprile - Lucas Chávez, calciatore boliviano
- 17 aprile - Bradley Fink, calciatore svizzero
- 17 aprile - Milicia Keijzer, calciatrice olandese
- 17 aprile - Jean N'Guessan, calciatore ivoriano
- 17 aprile - Elettra Neroni, tuffatrice italiana
- 17 aprile - Noé Ela, calciatore spagnolo
- 17 aprile - Marie Schreiber, ciclista su strada e ciclocrossista lussemburghese
- 17 aprile - Dante Sealy, calciatore statunitense
- 17 aprile - Cydnie Timmermann, sciatrice alpina canadese
- 17 aprile - Mekhi Wingo, giocatore di football americano statunitense
- 18 aprile - Ibrahima Cissoko, calciatore senegalese
- 18 aprile - Kai Fotheringham, calciatore scozzese
- 18 aprile - Erwan Konaté, lunghista e modello francese
- 18 aprile - Danylo Konovalov, tuffatore ucraino
- 18 aprile - Amine Lachkar, calciatore olandese
- 18 aprile - Sainey Sanyang, calciatore gambiano
- 18 aprile - Igor Van Dessel, attore e doppiatore belga
- 19 aprile - Thiemoko Diarra, calciatore maliano
- 19 aprile - Rareș Ilie, calciatore rumeno
- 19 aprile - Eduard Kozik, calciatore ucraino
- 19 aprile - Jackson Merrill, giocatore di baseball statunitense
- 19 aprile - Artёm Ntumba, calciatore russo
- 19 aprile - Olivia Reeves, sollevatrice statunitense
- 20 aprile - Johan Bakayoko, calciatore belga
- 20 aprile - Tio Cipot, calciatore sloveno
- 20 aprile - Severin Ottiger, calciatore svizzero
- 21 aprile - Francesca Ceci, kickboxer italiana
- 21 aprile - Carla, cantante francese
- 21 aprile - Gabriel Halabrín, calciatore slovacco
- 21 aprile - Emilia Nilsson Garip, tuffatrice svedese
- 21 aprile - Emilio Rodríguez, calciatore messicano
- 21 aprile - Xavi Simons, calciatore olandese
- 21 aprile - Lucas Wasilewsky, calciatore uruguaiano
- 22 aprile - Mateo Antoni, calciatore uruguaiano
- 22 aprile - Sara Caiazzo, calciatrice italiana
- 22 aprile - Alexandro Calut, calciatore belga
- 22 aprile - Ginevra Francesconi, attrice e modella italiana
- 22 aprile - Fariba Hashimi, ciclista su strada afghana
- 22 aprile - Simone Leathead, tuffatrice canadese
- 22 aprile - Salvador Mariscal, calciatore messicano
- 22 aprile - Ramiro Peralta, calciatore argentino
- 22 aprile - Valdemiro Pinto Domingos, calciatore angolano
- 22 aprile - Dan Sîrbu, calciatore rumeno
- 23 aprile - Nina Drobnič, sciatrice alpina slovena
- 23 aprile - Daniil Kuznecov, calciatore russo
- 23 aprile - Elias Olsson, calciatore svedese
- 23 aprile - Mathyas Randriamamy, calciatore malgascio
- 23 aprile - Metinho, calciatore brasiliano
- 24 aprile - Nikola Stanković, calciatore serbo
- 25 aprile - Emrehan Gedikli, calciatore tedesco
- 25 aprile - Arnau Martínez, calciatore spagnolo
- 25 aprile - Polydefkis Volanakis, calciatore greco
- 26 aprile - Josaiah Stewart, giocatore di football americano statunitense
- 26 aprile - Diego Tarzia, calciatore argentino
- 27 aprile - Zidane Iqbal, calciatore inglese
- 27 aprile - Xavier Worthy, giocatore di football americano statunitense
- 28 aprile - Zafarmurod Abdurahmatov, calciatore uzbeko
- 28 aprile - Admir Bristrić, calciatore bosniaco
- 28 aprile - Daniel Edelman, calciatore statunitense
- 28 aprile - Rafik Messali, calciatore algerino
- 28 aprile - Jaroslav Michajlov, calciatore russo
- 28 aprile - Tomás Palacios, calciatore argentino
- 28 aprile - Anastasija Sergeeva, ex ginnasta russa
- 28 aprile - Zhuang Yushan, pallavolista cinese
- 28 aprile - Nathan Zsombor-Murray, tuffatore canadese
- 29 aprile - Francesca Barale, ciclista su strada italiana
- 29 aprile - Ben Bobzien, calciatore tedesco
- 29 aprile - Abdelrahman Ahmed Omar, lottatore egiziano
- 29 aprile - Alayah Pilgrim, calciatrice svizzera
- 29 aprile - Miguel Rodríguez Vidal, calciatore spagnolo
- 29 aprile - Holger Rune, tennista danese
- 29 aprile - Lars Villiger, calciatore svizzero
- 30 aprile - Calen Bullock, giocatore di football americano statunitense
- 30 aprile - Emily Carey, attrice britannica
- 30 aprile - Jeong Youn-seok, attore sudcoreano
- 30 aprile - Kuryū Matsuki, calciatore giapponese
- 30 aprile - Urie-Michel Mboula, calciatore gabonese
- 30 aprile - Jonathan Rowe, calciatore inglese